# Un hogar en el fin del mundo
Un hogar en el fin del mundo, o Una casa en el fin del mundo, es una novela de 1990 del autor estadounidense, ganador del Premio Pulitzer, Michael Cunningham. Fue adaptada en el 2004 por el director Michael Mayer en una película de ficción: Cunningham también escribió el guion. El filme es protagonizada por Colin Farrell, Robin Wright Penn y Sissy Spacek.

## Introducción
El libro está narrado en primera persona, con el narrador cambiando en cada capítulo. Bobby y Jonathan son los narradores principales, pero algunos capítulos son narrados por Alice, la madre de Jonathan y por Clare.

## Argumento
Bobby creció en un hogar en los suburbios de Cleveland, Ohio donde las fiestas y las drogas eran un tema recurrente. Ya ha visto la muerte de su amado hermano mayor en un accidente en el hogar y la muerte de su madre para cuando conoce y se hace amigo de Jonathan, que viene de una familia amorosa y protectora. Después de que Bobby encuentra a su padre muerto, la familia de Jonathan lo acoge.
Bobby y Jonathan se vuelven mejores amigos. Más cercanos que hermanos, también experimentan su sexualidad. Los dos eventualmente se pierden contacto, pero se encuentran de nuevo en sus veinte durante la década de los ochenta en Nueva York, a donde Bobby se muda con Jonathan y su excéntrica compañera Clare. Clare había planeado tener un bebé con Jonathan (ahora abiertamente gay), pero Bobby y Clare se convierten en amantes, mientras Jonathan aún tiene sentimientos por Bobby. Clare y Bobby tienen un bebé al que llaman Rebecca y se mudan a una casa en el campo (juntos con Jonathan) donde construyen una familia juntos.
El trío forma su propia familia inusual, cuestionando las definiciones tradicionales de familia y amor y, al mismo tiempo, lidian con las complicaciones del triángulo amoroso. Erich, una antigua pareja sexual de Jonathan se une a la casa cuando se enferma de sida.

## Adaptaciones
- A Home at the End of the World (2004), película dirigida por Michael Mayer